# Saree, Idlib
Saree, Idlib (tiếng Ả Rập: صريع) là một ngôi làng Syria nằm ở Sinjar Nahiyah ở huyện Maarrat al-Nu'man, Idlib. Theo Cục Thống kê Trung ương Syria (CBS), Saree, Idlib có dân số 404 trong cuộc điều tra dân số năm 2004.